# Wostok (rakieta)

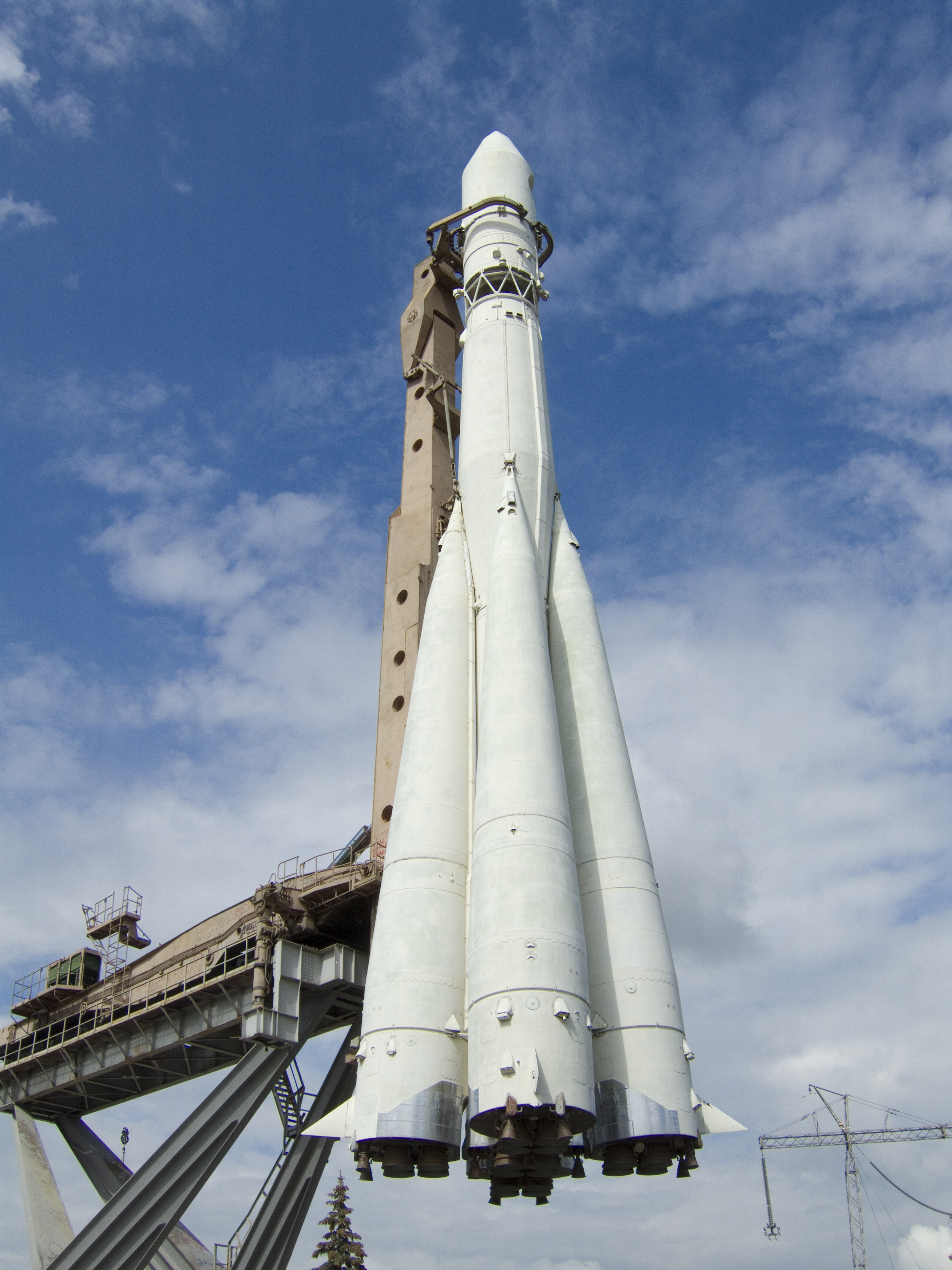
Rakieta Wostok 8K72K na ekspozycji w Ogólnorosyjskim Centrum Wystawowym w Moskwie

Wostok (ros. Восток, pol. wschód) − rodzina radzieckich rakiet nośnych wywodząca się od międzykontynentalnego pocisku balistycznego R-7. Rakiety Wostok wyniosły na orbitę pierwszego sztucznego satelitę Ziemi, a także statek, na którym człowiek odbył pierwszy w historii lot kosmiczny.

## Wersje
- Wostok 8K72 − zmodyfikowana wersja rakiety Łuna 8K72 przystosowana do wynoszenia prototypowych statków Wostok;
- Wostok 8K72K − udoskonalona wersja rakiety Wostok 8K72, wykorzystywana m.in. do załogowych lotów kosmicznych;
- Wostok 8A92 − zmodyfikowana wersja rakiety, używana do wynoszenia rozpoznawczych satelitów Zenit-2;
- Wostok 8A92M − wersja przystosowana do wynoszenia satelitów Meteor;
- Wostok 11A510 − wersja wykorzystywana do wynoszenia prototypowych wersji satelitów RORSAT;